# ソウル恵化警察署
ソウル恵化警察署（ソウルヘファけいさつしょ）は、ソウル地方警察庁所管の警察署である。

## 管轄区域
- 鐘路区の一部

## 沿革
- 1945年10月21日 - 国立警察設置とともに東大門警察署として開所。
- 1956年8月15日 - 清涼里警察署開所とともに管轄区域を変更。
- 2001年12月27日 - ソウル東大門警察署に名称変更。
- 2006年3月1日 - ソウル恵化警察署に名称変更。

## 管轄派出所
- 大学路派出所
- 鐘路5街派出所
- 昌信派出所
- 恵化派出所
- 明倫派出所
- 孝悌派出所
- 徳山派出所
- 東廟派出所